# Hof ter Linden (Mechelen)

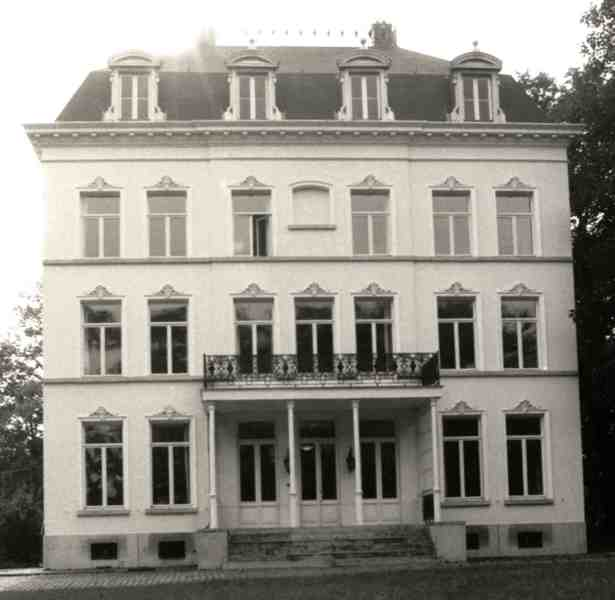
Hof ter Linden in 1992

Hof ter Linden is een kasteel in de tot de Antwerpse stad Mechelen behorende plaats Battel, gelegen aan Hogeweg 76 en Marterstraat 1.

## Geschiedenis
Het kasteel werd gebouwd in 1880-1884 in opdracht van Edouard d'Arripe. Tot 1914 woonde de familie d'Arripe op het kasteel. Tijdens de Eerste Wereldoorlog werd het door de bezetter in beslag genomen. Nadien wisselden een aantal eigenaars elkaar af. Na 1957 raakte het kasteel in verval. In 1984 werd het verkocht aan een vennootschap die eigendom was van graaf Gonzales d'Alcantra. Het kasteel werd vervolgens gerestaureerd en verhuurd aan een opleidingsinstituut.

## Gebouw
Het betreft een kasteel op vierkante plattegrond met boven de ingang een balkon op gietijzeren zuiltjes. Het kasteel bevat salons in neo Lodewijk XVI-stijl en in Vlaamse neorenaissancestijl. Op de eerste verdieping bevindt zich een Chinese kamer.
Het koetshuis met paardenstallen werd in 1884 gebouwd in neotraditionele stijl. Opvallend zijn de twee trapgevels.
Het geheel ligt in een domein van 1 ha.